# Koeberlinia holacantha
Koeberlinia holacantha är en tvåhjärtbladig växtart som beskrevs av W.C. Holmes, K.L. Yip och Rushing. Koeberlinia holacantha ingår i släktet Koeberlinia och familjen Koeberliniaceae. Inga underarter finns listade i Catalogue of Life.